# Britt Lafforgue
Brigitte „Britt“ Lafforgue (* 5. November 1948 in Bagnères-de-Luchon) ist eine ehemalige französische Skirennläuferin.

## Biografie
Britt Lafforgue ist die Zwillingsschwester von Ingrid Lafforgue und Tochter von Maurice Lafforgue und der schwedischen Skirennläuferin May Nilsson, die bei den Skiweltmeisterschaften in Zakopane 1939 Slalom-Bronze gewonnen hat.
Bei den Olympischen Spielen 1972 in Sapporo erreichte sie im Riesenslalom den achten Platz. Im Spezialslalom am 11. Februar 1972 lag sie nach dem ersten Lauf um 0,21 s. gegenüber der führenden Barbara Ann Cochran an dritter Stelle und hatte gegenüber ihrer auf Rang platzierten Teamkollegin Florence Steurer einen Vorsprung von 0,31 s. Doch schied sie im zweiten Lauf aus, so dass sich Steurer (in dem hinsichtlich der Gold-Entscheidung dramatischen Rennen) Bronze holte.
Bei Weltmeisterschaften konnte sie sich nie klassieren. Wesentlich erfolgreicher war sie im Skiweltcup, wo sie fünf Slalom- und zwei Riesenslalomrennen gewann. Sowohl in der Saison 1970/71 wie auch in der Saison 1971/72 belegte sie in der Slalomweltcupwertung den ersten Platz.
Lafforgue ist mit dem ehemaligen Skirennläufer Henri Duvillard verheiratet.

## Erfolge

### Olympische Spiele
- Sapporo 1972: 8. Riesenslalom (zählte zugleich als WM)

### Weltcupwertungen
Britt Lafforgue gewann zweimal die Disziplinenwertung im Slalom.
| Saison  | Gesamt | Gesamt | Abfahrt | Abfahrt | Riesenslalom | Riesenslalom | Slalom | Slalom |
| Saison  | Platz  | Punkte | Platz   | Punkte  | Platz        | Punkte       | Platz  | Punkte |
| ------- | ------ | ------ | ------- | ------- | ------------ | ------------ | ------ | ------ |
| 1968    | 18.    | 21     | 19.     | 6       | –            | –            | 15.    | 15     |
| 1968/69 | 25.    | 11     | –       | –       | –            | –            | 15.    | 11     |
| 1969/70 | 9.     | 87     | –       | –       | 8.           | 32           | 4.     | 55     |
| 1970/71 | 6.     | 112    | –       | –       | 6.           | 42           | 1.     | 70     |
| 1971/72 | 3.     | 128    | –       | –       | 3.           | 52           | 1.     | 76     |
| 1972/73 | 28.    | 19     | –       | –       | –            | –            | 15.    | 19     |

### Weltcupsiege
Lafforgue errang insgesamt 15 Podestplätze, davon 7 Siege:
| Datum            | Ort         | Land       | Disziplin    |
| ---------------- | ----------- | ---------- | ------------ |
| 1. Februar 1970  | Abetone     | Italien    | Riesenslalom |
| 14. Januar 1971  | Grindelwald | Schweiz    | Slalom       |
| 4. Februar 1971  | Mürren      | Schweiz    | Slalom       |
| 13. Januar 1972  | Bad Gastein | Österreich | Slalom       |
| 19. Januar 1972  | Grindelwald | Schweiz    | Slalom       |
| 18. Februar 1972 | Banff       | Kanada     | Slalom       |
| 18. März 1972    | Pra-Loup    | Frankreich | Riesenslalom |